# 生田誠 (ブラジリアン柔術家)
生田誠（いくたまこと、1977年1月30日 - ）は、日本の男性柔術家。鹿児島県出水市出身。

## 来歴
学生時代は琉球空手に打ち込むが、UFCでのホイス・グレイシーの活躍を見て衝撃を受ける。しかし当時の鹿児島ではブラジリアン柔術に触れることもままらなず、名古屋の会社に就職後の1999年に、兄（生田堅固＝ブラジリアン柔術家）の勧めでブラジリアン柔術を始める。
憧れの人であった中井祐樹から青帯を授かり、2008年にマルコス・バルボーザから柔術黒帯を授かる。黒帯デビュー戦は香港・黒帯無差別トーナメントでのアンドレ・ガウヴァオン戦。
2008年ムンジアル（世界柔術選手権）黒帯プルーマ級ベスト8、2009年全日本柔術・黒帯プルーマ級優勝ほか結果を残すが、2012年に病に倒れ第一線から離脱。2年間の療養を経て2014年8月に実戦復帰を果たした。
2016年6月5日、シアタープロレス花鳥風月・東京タワースタジオ大会に来場し、7月大会への出場を挨拶。7月17日、広島県立広島産業会館大会で3分3ラウンドのルールで岡田剛史と引き分け、7月18日、王子小劇場大会ではエキシビジョンルール3分2ラウンドで篠宮敏久戦を行ない引き分けた。9月22日、ラジアントホール大会では山本裕次郎＆たけむら光一組（パートナーは岡田剛史）と戦い、タッグマッチに初挑戦。2017年3月5日には勝村周一朗＆岡田剛史戦（パートナーは篠宮敏久）を行なった（タッグマッチ2戦とも月闘ルール）。同日には10分1本勝負のルールを掲げたプロ柔術花鳥風月を主催し、金古一朗戦も行った。

## 人物
“ひとつの試合は10本のスパーリングに値する”を持論に、黒帯取得後も試合に出する柔術家の草分けとなった。同様の理由からキッズクラスの試合機会を増やすことに尽力。「強さの追求も大切だけれど、強いものは必ず衰える。次代に柔術を伝えたい」という言葉を残している。
柔術でのファイトスタイルはガードで耐えてポイントで勝つというもので、「神防御」の異名も持つ。しかし勝利するために磨いた結果のスタイルであり、自身がMMAを入口にブラジリアン柔術を知ったことから「柔術家や柔術マニアの人たちだけじゃなく、一般の人たちに柔術を観て貰いたい」と魅せる柔術を模索中。その考えの一環からブラジリアン柔術からポイント制などのわかりにくさを省いた全試合10分1本勝負の「プロ柔術 花鳥風月」を2017年に開催した。

## 獲得タイトル
- 2007年 全日本茶帯プルーマ級優勝
- 2008年 世界柔術（ムンジアル）黒帯プルーマ級ベスト８
- 2008年 アジアチコ3位
- 2009年 全日本黒帯プルーマ級優勝[7]
- 2017年7月、全日本マスターオープン2017マスター2黒帯ライトフェザー級優勝

## 出演

### ウェブテレビ
- 「橋本欽也の柔術プリースト」（2014年、YouTube）

### ウェブラジオ
- 「生田誠のバリカタ柔術RADIO」（2015年3月 - 2016年4月、フルフォース ONLINE SHOP）